# .localhost
El .localhost és un domini de primer nivell genèric reservat per l'IETF al RFC 2606 (Juny del 1999) que no es pretén habilitar com a domini d'Internet, per a evitar la confusió i els conflictes i per a fer-los servir com a exemples de documentació o en escenaris locals de proves.
La principal causa de confusió en l'ús d'aquest domini com a domini de primer nivell és la seva definició habitual com a hostname, localhost, que és la interfície loopback a la majoria de sistemes TCP/IP.